# Красноставське
«Красноставське» — один з об'єктів природно-заповідного фонду Черкаської області, ботанічний заказник місцевого значення.

## Розташування
Заказник розташований в Христинівському районі, Черкаської області на території Ботвинівської сільської ради.

## Історія
Ботанічний заказник місцевого значення «Красноставське» був оголошений рішенням Черкаської обласної ради народних депутатів № 23-13/V від 26 грудня 2008 року.

## Мета
Мета створення заказника — збереження та відтворення цінних природних комплексів, генофонду рослинного і тваринного світу на території Черкаської області.

## Значення
Ботанічний заказник місцевого значення «Красноставське» має природоохоронне і естетичне значення.

## Загальна характеристика
Ботанічний заказник місцевого значення «Красноставське» загальною площею 91,3 га являє собою ландшафтний комплекс, що включає водно-болотні та лучні угруповання.

## Флора
У рослинному покриві заказника домінують очерет звичайний, осока гостра, комиш лісовий.